# Khizilkhum
Khizilkhum (en turc: Kızılkum, en uzbek: Qizilqum, en kazakh: Қызылқұм) és l'onzè desert més gran del món. El seu nom significa en els idiomes uzbek, kazakh i turcman 'Sorra Vermella' (comparat amb el Kara-Kum, que significa 'Sorra Negra').
Es troba a l'Àsia central entre els dos rius Amudarià i Sirdarià, i està dividit entre Kazakhstan, Uzbekistan i (en part) Turkmenistan. Té una superfície de 298.000 km².

## Geografia
El desert de Khizilkhum és una gran plana a uns 300 metres d'altitud amb moltes depressions i terres altes (Sultanuizdag, Bukantau). La majoria del territori està cobert per dunes de sorra, al nord-oest hi ha grans zones cobertes de capes d'argila (takirs) i alguns oasis on, com també al costat del rius, es practica l'agricultura. Les temperatures poden ser molt altes a l'estiu, des de mitjans de maig fins a mitjans de setembre. Kerki, una ciutat de l'interior, va enregistrar 51,7 °C el juliol de 1983.

## Fauna
A l'hivern hi pot migrar la saiga d'estepa (Saiga tatarica) i el gran llangardaix Varanus griseus arriba a fer una llargada d'1,6 m. Hi ha una reserva de la natura a la província de Bukharà, fundada el 1971. Aquesta reserva, prop de Dargan Ata, ocupa uns 100.000. La fauna inclou el cérvol bactrià (un tipus de Cervus elaphus), un tipus de senglar (Sus scrofa), el faisà comú (Phasianus colchicus) i l'àguila daurada (Aquila chrysaetos), entre d'altres.
Una alta reserva, anomenada Djeyran, es troba a 40 km al sud de Bukharà, fa 51.450 km² i és un centre de cria per a animals rars com la gasela de Pèrsia, Djeyran, (Gazella subgutturosa), Cavall de Przewalski (Equus przewalskii), el koulan (onagre, Equus hemionus) i Chlamydotis undulata.

## Paleontologia
Hi ha nombrosos fòssils: és de particular interès la formació Bissekty a l'Uzbekistan, del Cretaci tardà, que ha donat ocells primitius com: Enantiornis martini i E. walkeri, Kizylkumavis cretacea, Kuszholia mengi, Lenesornis kaskarovi, Sazavis prisca, Zhyraornis kaskarovi, i Z. logunovi. Els dinosaures Tyrannosauridae, therizinosauridae, ornithomimosauria, oviraptorosauria, troodontidae, ankylosauria, hadrosaurida, i ceratopsia també s'hi troben. Altres fòssils cretacis inclouen troncs d'arbres, bivalvia, coleòpters, taurons, rajades, peixos ossis, batracis, salamandres, tortugues, crocodylomorpha, pterosaures, i mamífers primitius variats. Entre els paleontòlegs que han treballat a la zona, hi ha J. David Archibald, Aleksandr Averiànov, Serguei Kurzànov, Lev Nessov, Anatoli Riabinin, Anatoli Rojdéstvenski, i Hans-Dieter Sues.

## Economia
Ramaderia ovina de camells bactrians i de dromedaris.
Hi ha mines d'or, urani, coure, alumini i plata. També de gas.

## Història
El desert sempre fou un obstacle per als exèrcits. La regió entre l'Amudarià i la zona de cultius de Bukharà, feta de dunes de sorra (barkhan) era la pitjor i s'anomenava Adam Kirigham ('L'home hi mor'); a l'estiu no hi havia vida i només a l'hivern s'hi trobava aigua i alguna vegetació i la visitaven els nòmades (kazakhs), que hi arribaven després de creuar el Sirdarià gelat. Les fonts musulmanes expliquen que el desert només es podia creuar a l'hivern quan estava nevat. L'historiador gaznèvida Bayhaki diu que el 1035 no va nevar i aquesta manca va impedir a l'exèrcit de Shah Malik, emir oghuz de Djand, que pogués evitar que l'exèrcit d'Harun, rebel a Coràsmia, envaís el Khorasan a la primavera. Al segle xii, les incursions dels xas de Coràsmia contra Djand i els kiptxaks s'havien de fer a l'hivern per salvar l'obstacle. Al sud-est del desert hi ha l'estepa de Katwan, on el sultà seljúcida Sandjar fou derrotat el 1141 pels kara-khitai.
Al segle xix, alguns pobles del límit cultivat van desaparèixer per l'extensió de les arenes del desert.

## Galeria fotogràfica

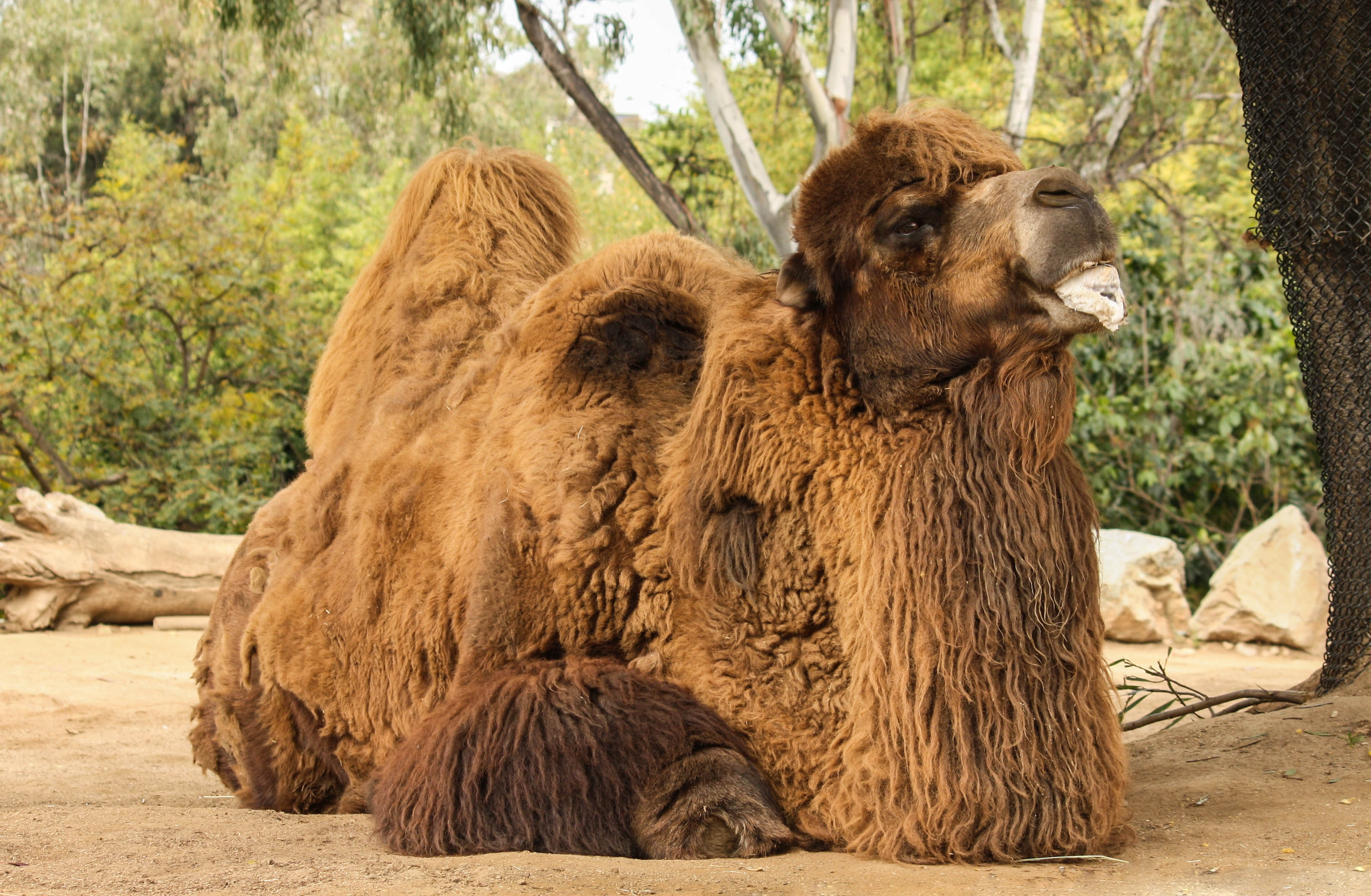
Camell bactrià
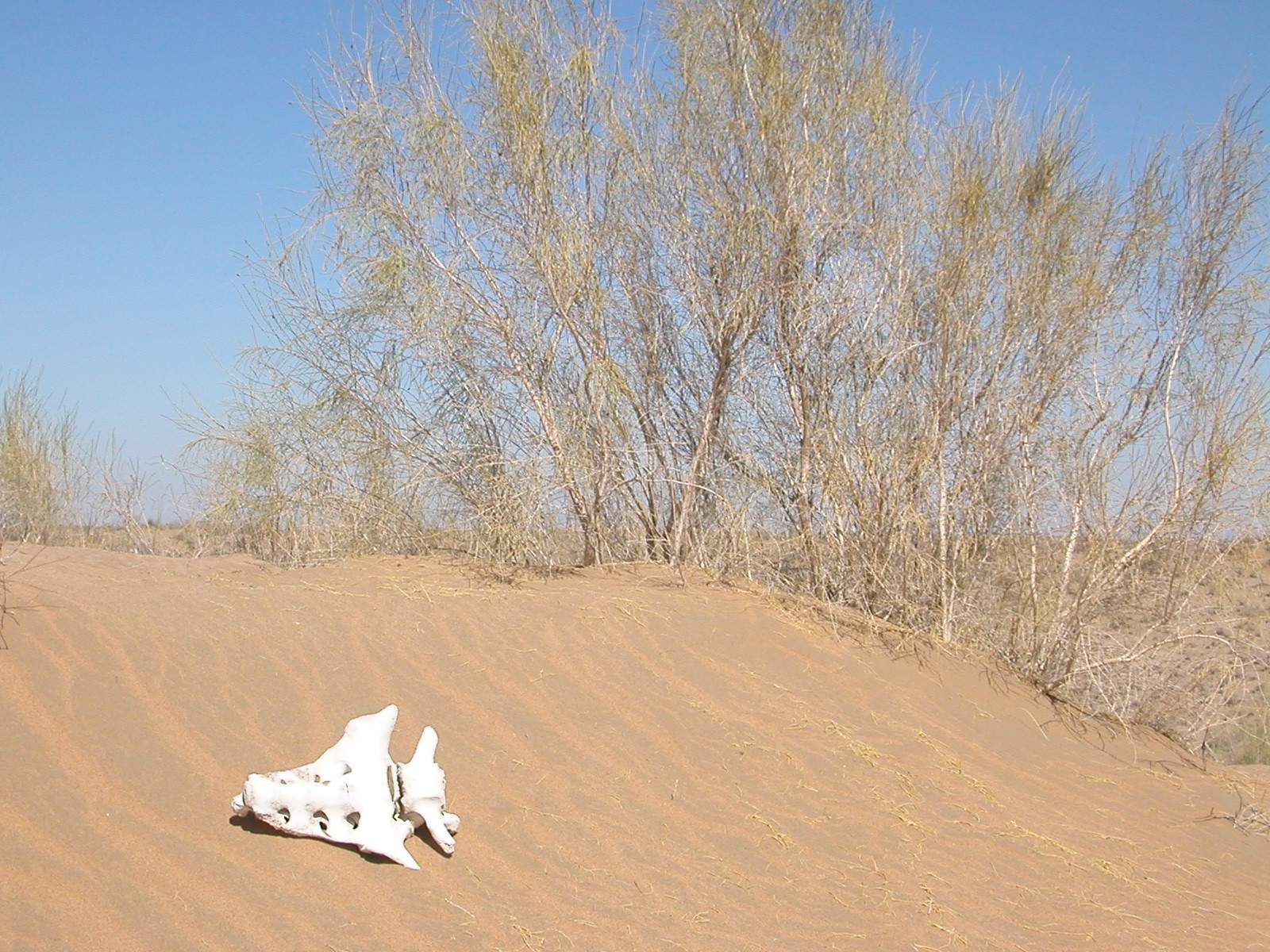
Dunes de sorra
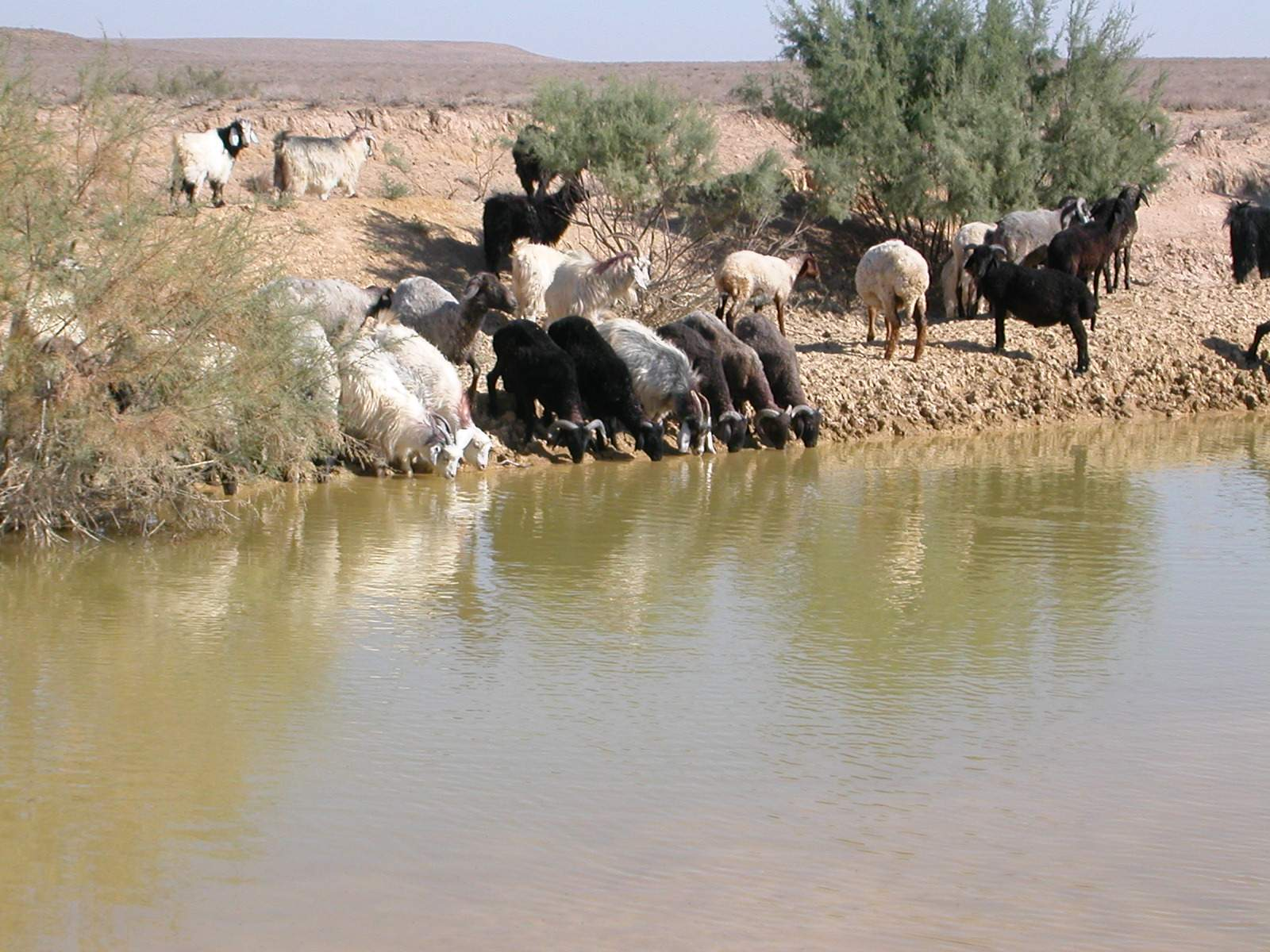
Ramaderia